# Epthianura
Epthianura là một chi chim trong họ Meliphagidae.